# Griet von Petersdorff
Griet Herma Karoline von Petersdorff-Campen (* 19. Juli 1962 in Hildesheim) ist eine deutsche Fernsehjournalistin. 

## Leben
Griet von Petersdorff wuchs als Tochter des Landwirts Peter von Petersdorff (1934–2016) und dessen Frau Martha, geb. Hesse (* 1940), im Süden Niedersachsens auf und studierte nach dem Abitur an den Universitäten in Mainz, Göttingen und Paris unter anderem Evangelische Theologie, Romanistik, Politologie sowie Geschichtswissenschaft. Ihre erste journalistische Erfahrung sammelte sie 1988 beim SWF. Als Reporterin trat sie erstmals 1993 für den RBB im Rahmen der Sendung Brandenburg Aktuell vor die Kamera. Von 1997 an war sie zudem für die ARD als Reporterin für die Tagesschau und die Tagesthemen tätig.
Ab 2004 vertrat Griet von Petersdorff regelmäßig die jeweiligen Auslandskorrespondenten der ARD in Warschau. Vom 1. September 2014 bis zum 1. September 2017 war sie als Nachfolgerin von Ulrich Adrian Leiterin des Auslandsstudios der ARD in Warschau und deren Auslandskorrespondentin für Polen. In dieser Funktion moderierte sie einmal im Monat die Sendung Warschauer Notizen. 2017 wurde sie vom WDR-Journalisten Olaf Bock abgelöst, seitdem arbeitet sie wieder in der ARD-Aktuell-Redaktion des RBB.
Sie ist die Schwester des Journalisten Winand von Petersdorff-Campen.